# Ferrari F60
O  F60 foi o modelo da Ferrari da temporada de 2009 da Fórmula 1. Condutores: Felipe Massa, Kimi Räikkönen, Luca Badoer e Giancarlo Fisichella. O 60 na nomenclatura é uma homenagem aos 60 anos da equipe na Fórmula 1.

## Lançamento
O F60 foi o 55º monoposto produzido pela Ferrari para competir na Fórmula 1. Foi lançado inicialmente em 12 de janeiro de 2009. Felipe Massa pilotou o carro em sua volta de estreia em Mugello no mesmo dia da apresentação do carro. A ideia inicial era que o carro estreasse na casa da equipe, em Fiorano, mas não foi possível devido as más condições climáticas em Maranello.

## Resultados[4]
(legenda) (em itálico volta mais rápida)
| Ano  | Chassi | Motor          | Pneus | Nº | Pilotos              | 1   | 2   | 3   | 4   | 5   | 6   | 7   | 8   | 9   | 10  | 11  | 12  | 13  | 14  | 15  | 16  | 17  | Pontos | Posição |  |
| ---- | ------ | -------------- | ----- | -- | -------------------- | --- | --- | --- | --- | --- | --- | --- | --- | --- | --- | --- | --- | --- | --- | --- | --- | --- | ------ | ------- |  |
|      |        |                |       |    |                      |     |     |     |     |     |     |     |     |     |     |     |     |     |     |     |     |     |        |         |  |
|      |        |                |       |    |                      | AUS | MAL | CHN | BHR | ESP | MON | TUR | GBR | GER | HUN | EUR | BEL | ITA | SIN | JAP | BRA | ABD |        |         |  |
| 2009 | F60    | Ferrari 056 V8 | B     | 3  | Felipe Massa         | Ret | 9   | Ret | 14  | 6   | 4   | 6   | 4   | 3   | DNS |     |     |     |     |     |     |     | 70     | 4°      |  |
| 2009 | F60    | Ferrari 056 V8 | B     | 3  | Luca Badoer          |     |     |     |     |     |     |     |     |     |     | 17  | 14  |     |     |     |     |     | 70     | 4°      |  |
| 2009 | F60    | Ferrari 056 V8 | B     | 3  | Giancarlo Fisichella |     |     |     |     |     |     |     |     |     |     |     |     | 9   | 13  | 12  | 10  | 16  | 70     | 4°      |  |
| 2009 | F60    | Ferrari 056 V8 | B     | 4  | Kimi Räikkönen       | 15† | 14  | 10  | 6   | Ret | 3   | 9   | 8   | Ret | 2   | 3   | 1   | 3   | 10  | 4   | 6   | 12  | 70     | 4°      |  |

† Completou mais de 90% da distância da corrida.